# Isityumzi mlomomde
Isityumzi mlomomde — викопний вид дводишних лопатеперих риб, що існував у девонському періоді (365 млн років тому). 

## Історія відкриття
Скам'янілості знайдені у Східно-Капській провінції Південно-Африканської Республіки. Саме тут у 1999 році Роберт Гесс зібрав перші зразки під час дорожніх робіт. Додаткові викопні рештки були здобуті у 2017 році. Було виявлено фрагменти двох парасфеноїдів (кістки в основі черепа риб), зубних пластин та лусочок. У 2019 році Роберт Гесс разом з Еліс Клемент описали нові вид і рід – Isityumzi mlomomde. Мовою коса слово Isityumzi позначає пристрій для дроблення, а mlomomde означає довгоротий.